# Un duel sous Richelieu (film)
Pour les articles homonymes, voir Un duel sous Richelieu.
Un duel sous Richelieu est un film français réalisé par André Calmettes, sorti en 1908.

## Fiche technique
- Titre : Un duel sous Richelieu
- Réalisation : André Calmettes
- Production : Le Film d'art
- Pays d'origine : France
- Format : Noir et blanc - 1,33:1 - muet
- Date de sortie : 1908 (Paris)
- Genre : film d'intrigue

## Distribution
- Henry Krauss :